# Enterographa bella
Enterographa bella är en lavart som beskrevs av R. Sant. Enterographa bella ingår i släktet Enterographa och familjen Roccellaceae.   Inga underarter finns listade i Catalogue of Life.